# ثيودور أيسن
ثيودور أيسن (بالإنجليزية: Theodore Eisen)‏ هو مهندس معماري أمريكي، ولد في 10 يوليو 1852، وتوفي في 14 مارس 1924.